# Playoffs NBA 2001
Los Playoffs de la NBA de 2001 fueron el torneo final de la temporada 2000-01 de la NBA.
Los campeones fueron Los Angeles Lakers de la Conferencia Oeste ganando así su segundo campeonato consecutivo, defendiendo el título ante los campeones de la Conferencia Este los Philadelphia 76ers por un resultado de 4 a 1. El MVP de las Finales fue Shaquille O'Neal de Los Angeles Lakers.
Esta era la primera vez que Sixers aparecían en las finales desde que Moses Malone y Julius Erving lideraron el equipo de 1983 hasta el título de liga (irónicamente defendido por Lakers). En este año los Lakers consiguieron ser uno de los dos equipos en toda la historia de los playoffs, finalizando con un balance de 15-1 (victorias-derrotas), perdiendo un solo partido ante los 76ers en la final, siendo el otro equipo, los San Antonio Spurs de la Temporada 1998-99. Milwaukee Bucks dieron la sorpresa ganando una ronda de playoff, algo que eran incapaces de alcanzar desde 1989 y pasando hasta las finales de la Conferencia Este por primera vez desde 1986.
Dallas Mavericks también acabó los playoffs consiguiendo meterse por primera vez en playoffs desde 1990. Acabando así con años de 11 . Ganando a los Jazz además pasaron a la semifinal de conferencia, logro que no alcanzaban desde los playoffs de 1988. Por su parte Toronto Raptors ganaron por primera vez en la historia de la franquicia su primera ronda de playoff con un 3-2 frente a New York Knicks, pero cayeron disputando 7 partidos ante los 76ers en las semifinales de la Conferencia Este.

## Clasificación Playoff

### Conferencia Este
Philadelphia 76ers tenía el mejor récord de la Conferencia Este lo que le permitió poseer la ventaja de campo hasta las finales de su conferencia.
A continuación se muestran la lista de los equipos clasificados en la conferencia Este:
1. Philadelphia 76ers (líder de la división del Atlántico)
2. Milwaukee Bucks (líder de la división Central)
3. Miami Heat
4. New York Knicks
5. Toronto Raptors
6. Charlotte Hornets
7. Orlando Magic
8. Indiana Pacers

### Conferencia Oeste
San Antonio Spurs con el mejor récord de la NBA tuvo la ventaja de campo hasta que perdieron ante Lakers cediéndoles así la ventaja hasta las Finales de la NBA que supieron aprovechar para ganar el título.
A continuación se muestran la lista de los equipos clasificados en la conferencia Oeste:
1. San Antonio Spurs (líder de la división del Medio Oeste)
2. Los Angeles Lakers (líder de la división del Pacífico)
3. Sacramento Kings
4. Utah Jazz
5. Dallas Mavericks
6. Phoenix Suns
7. Portland Trail Blazers
8. Minnesota Timberwolves

## Cuadro de Enfrentamientos
|  | Primera Ronda     | Primera Ronda | Primera Ronda |   |              | Semifinales de Conferencia | Semifinales de Conferencia | Semifinales de Conferencia |  |    | Finales de Conferencia | Finales de Conferencia | Finales de Conferencia |  |    | Finales de la NBA | Finales de la NBA | Finales de la NBA |
|  |                   |               |               |   |              |                            |                            |                            |  |    |                        |                        |                        |  |    |                   |                   |                   |
|  | E1                | Philadelphia* | 3             |   |              |                            |                            |                            |  |    |                        |                        |                        |  |    |                   |                   |                   |
|  | E8                | Indiana       | 1             |   |              |                            |                            |                            |  |    |                        |                        |                        |  |    |                   |                   |                   |
|  | E8                | Indiana       | 1             |   | E1           | Philadelphia*              | 4                          |                            |  |    |                        |                        |                        |  |    |                   |                   |                   |
|  |                   |               |               |   | E1           | Philadelphia*              | 4                          |                            |  |    |                        |                        |                        |  |    |                   |                   |                   |
|  |                   | E5            | Toronto       | 3 |              |                            |                            |                            |  |    |                        |                        |                        |  |    |                   |                   |                   |
|  | E4                | E5            | Toronto       | 3 | New York     | 2                          |                            |                            |  |    |                        |                        |                        |  |    |                   |                   |                   |
|  | E4                |               |               |   | New York     | 2                          |                            |                            |  |    |                        |                        |                        |  |    |                   |                   |                   |
|  | E5                | Toronto       | 3             |   |              |                            |                            |                            |  |    |                        |                        |                        |  |    |                   |                   |                   |
|  | E5                | Toronto       | 3             |   |              |                            |                            |                            |  | E1 | Philadelphia*          | 4                      |                        |  |    |                   |                   |                   |
|  | Conferencia Este  |               |               |   |              |                            |                            |                            |  | E1 | Philadelphia*          | 4                      |                        |  |    |                   |                   |                   |
|  |                   | E2            | Milwaukee*    | 3 |              |                            |                            |                            |  |    |                        |                        |                        |  |    |                   |                   |                   |
|  | E3                | E2            | Milwaukee*    | 3 | Miami        | 0                          |                            |                            |  |    |                        |                        |                        |  |    |                   |                   |                   |
|  | E3                |               |               |   | Miami        | 0                          |                            |                            |  |    |                        |                        |                        |  |    |                   |                   |                   |
|  | E6                | Charlotte     | 3             |   |              |                            |                            |                            |  |    |                        |                        |                        |  |    |                   |                   |                   |
|  | E6                | Charlotte     | 3             |   | E6           | Charlotte                  | 3                          |                            |  |    |                        |                        |                        |  |    |                   |                   |                   |
|  |                   |               |               |   | E6           | Charlotte                  | 3                          |                            |  |    |                        |                        |                        |  |    |                   |                   |                   |
|  |                   | E2            | Milwaukee*    | 4 |              |                            |                            |                            |  |    |                        |                        |                        |  |    |                   |                   |                   |
|  | E2                | E2            | Milwaukee*    | 4 | Milwaukee*   | 3                          |                            |                            |  |    |                        |                        |                        |  |    |                   |                   |                   |
|  | E2                |               |               |   | Milwaukee*   | 3                          |                            |                            |  |    |                        |                        |                        |  |    |                   |                   |                   |
|  | E7                | Orlando       | 1             |   |              |                            |                            |                            |  |    |                        |                        |                        |  |    |                   |                   |                   |
|  | E7                | Orlando       | 1             |   |              |                            |                            |                            |  |    |                        |                        |                        |  | E1 | Philadelphia*     | 1                 |                   |
|  |                   |               |               |   |              |                            |                            |                            |  |    |                        |                        |                        |  | E1 | Philadelphia*     | 1                 |                   |
|  |                   | O2            | LA Lakers*    | 4 |              |                            |                            |                            |  |    |                        |                        |                        |  |    |                   |                   |                   |
|  | O1                | O2            | LA Lakers*    | 4 | San Antonio* | 3                          |                            |                            |  |    |                        |                        |                        |  |    |                   |                   |                   |
|  | O1                |               |               |   | San Antonio* | 3                          |                            |                            |  |    |                        |                        |                        |  |    |                   |                   |                   |
|  | O8                | Minnesota     | 1             |   |              |                            |                            |                            |  |    |                        |                        |                        |  |    |                   |                   |                   |
|  | O8                | Minnesota     | 1             |   | O1           | San Antonio*               | 4                          |                            |  |    |                        |                        |                        |  |    |                   |                   |                   |
|  |                   |               |               |   | O1           | San Antonio*               | 4                          |                            |  |    |                        |                        |                        |  |    |                   |                   |                   |
|  |                   | O5            | Dallas        | 1 |              |                            |                            |                            |  |    |                        |                        |                        |  |    |                   |                   |                   |
|  | O4                | O5            | Dallas        | 1 | Utah         | 2                          |                            |                            |  |    |                        |                        |                        |  |    |                   |                   |                   |
|  | O4                |               |               |   | Utah         | 2                          |                            |                            |  |    |                        |                        |                        |  |    |                   |                   |                   |
|  | O5                | Dallas        | 3             |   |              |                            |                            |                            |  |    |                        |                        |                        |  |    |                   |                   |                   |
|  | O5                | Dallas        | 3             |   |              |                            |                            |                            |  | O1 | San Antonio*           | 0                      |                        |  |    |                   |                   |                   |
|  | Conferencia Oeste |               |               |   |              |                            |                            |                            |  | O1 | San Antonio*           | 0                      |                        |  |    |                   |                   |                   |
|  |                   | O2            | LA Lakers*    | 4 |              |                            |                            |                            |  |    |                        |                        |                        |  |    |                   |                   |                   |
|  | O3                | O2            | LA Lakers*    | 4 | Sacramento   | 3                          |                            |                            |  |    |                        |                        |                        |  |    |                   |                   |                   |
|  | O3                |               |               |   | Sacramento   | 3                          |                            |                            |  |    |                        |                        |                        |  |    |                   |                   |                   |
|  | O6                | Phoenix       | 1             |   |              |                            |                            |                            |  |    |                        |                        |                        |  |    |                   |                   |                   |
|  | O6                | Phoenix       | 1             |   | O3           | Sacramento                 | 0                          |                            |  |    |                        |                        |                        |  |    |                   |                   |                   |
|  |                   |               |               |   | O3           | Sacramento                 | 0                          |                            |  |    |                        |                        |                        |  |    |                   |                   |                   |
|  |                   | O2            | LA Lakers*    | 4 |              |                            |                            |                            |  |    |                        |                        |                        |  |    |                   |                   |                   |
|  | O2                | O2            | LA Lakers*    | 4 | LA Lakers*   | 3                          |                            |                            |  |    |                        |                        |                        |  |    |                   |                   |                   |
|  | O2                |               |               |   | LA Lakers*   | 3                          |                            |                            |  |    |                        |                        |                        |  |    |                   |                   |                   |
|  | O7                | Portland      | 0             |   |              |                            |                            |                            |  |    |                        |                        |                        |  |    |                   |                   |                   |